# Llista de monuments d'Alins
Llista de monuments d'Alins inclosos en l'Inventari del Patrimoni Arquitectònic Català per al municipi d'Alins (Pallars Sobirà). Inclou els inscrits en el Registre de Béns Culturals d'Interès Nacional (BCIN) amb la classificació de monuments històrics, els Béns Culturals d'Interès Local (BCIL) de caràcter immoble i la resta de béns arquitectònics integrants del patrimoni cultural català.
| Monument                                                             | Protecció   | Estil/època                                        | Localització                                                    | Coordenades                                          | Codi?         | Imatge |
| -------------------------------------------------------------------- | ----------- | -------------------------------------------------- | --------------------------------------------------------------- | ---------------------------------------------------- | ------------- | --- |
| Casal dels Castellarnau, Força o Torre d'Alins, Cal Coix, el Colomer | BCIN 262-MH | Obra popular XV-XVI                                | Alins C. de la Unió                                             | 42° 32′ 54″ N, 1° 19′ 05″ E / 42.548384°N,1.318133°E | RI-51-0006225 | Carregueu una nova foto d'aquest monument                                                                                                   |
| La Força d'Àreu                                                      | BCIN 770-MH | Obra popular Medieval                              | Alins                                                           | 42° 35′ 30″ N, 1° 19′ 27″ E / 42.591663°N,1.324225°E | RI-51-0006226 | La Força d'Àreu (Alins) · Vegeu més fotos d'aquest monument · Carregueu una nova foto d'aquest monument                                     |
| Torre de les Bruixes                                                 | BCIN 771-MH | Obra popular Medieval                              | Alins                                                           | 42° 32′ 54″ N, 1° 18′ 51″ E / 42.548303°N,1.314039°E | RI-51-0006228 | Carregueu una nova foto d'aquest monument                                                                                                   |
| La Força de Tor                                                      | BCIN 772-MH | Obra popular Medieval                              | Alins                                                           | 42° 34′ 18″ N, 1° 23′ 53″ E / 42.571678°N,1.397930°E | RI-51-0006227 | La Força de Tor (Alins) · Vegeu més fotos d'aquest monument · Carregueu una nova foto d'aquest monument                                     |
| Sant Miquel de Besan                                                 | BCIL 2001   | Romànic XI                                         | Alins                                                           | 42° 32′ 28″ N, 1° 16′ 31″ E / 42.541239°N,1.275414°E | IPA-21011     | Sant Miquel de Besan (Alins) · Vegeu més fotos d'aquest monument · Carregueu una nova foto d'aquest monument                                |
| Església parroquial de Santa Maria de Besan                          | BCIL 2001   | Preromànic, romànic, gòtic, obra popular X-XI, XII | Alins Besan                                                     | 42° 32′ 35″ N, 1° 16′ 25″ E / 42.542954°N,1.273571°E | IPA-21012     | Església parroquial de Santa Maria de Besan (Alins) · Vegeu més fotos d'aquest monument · Carregueu una nova foto d'aquest monument         |
| Sant Francesc d'Araós                                                | BCIL 2001   | Preromànic, obra popular VII                       | Alins                                                           | 42° 32′ 04″ N, 1° 15′ 25″ E / 42.534572°N,1.257053°E | IPA-21013     | Sant Francesc d'Araós (Alins) · Vegeu més fotos d'aquest monument · Carregueu una nova foto d'aquest monument                               |
| Església parroquial de Sant Esteve d'Araós                           | BCIL 2001   | Romànic, barroc XI-XII, XVIII                      | Alins Pl. de l'Església                                         | 42° 32′ 07″ N, 1° 15′ 40″ E / 42.535229°N,1.261193°E | IPA-21014     | Carregueu una nova foto d'aquest monument                                                                                                   |
| Església parroquial de Sant Pere de Tor                              | BCIL 2001   | Preromànic, romànic, obra popular X-XI, XVII       | Alins Tor                                                       | 42° 34′ 14″ N, 1° 23′ 55″ E / 42.570684°N,1.398726°E | IPA-21015     | Església parroquial de Sant Pere (Alins) · Vegeu més fotos d'aquest monument · Carregueu una nova foto d'aquest monument                    |
| Ermita de Sant Ambròs de Tor                                         | BCIL 2001   | Preromànic, obra popular VIII, XVII-XVIII          | Alins Vessant obaga barranc de Vallpeguera, a dues hores de Tor | 42° 34′ 37″ N, 1° 24′ 33″ E / 42.577067°N,1.409224°E | IPA-21016     | Ermita de Sant Ambròs de Tor (Alins) · Vegeu més fotos d'aquest monument · Carregueu una nova foto d'aquest monument                        |
| Església de Sant Pere del Roc                                        | BCIL 2001   | Preromànic, obra popular VI-VII, IX-X              | Alins Turó rocòs sobre el poble de Tor                          | 42° 34′ 20″ N, 1° 23′ 50″ E / 42.572096°N,1.397337°E | IPA-21017     | Església de Sant Pere del Roc (Alins) · Vegeu més fotos d'aquest monument · Carregueu una nova foto d'aquest monument                       |
| Església de Sant Serni de Norís                                      | BCIL 2001   | Romànic XI                                         | Alins Norís                                                     | 42° 33′ 53″ N, 1° 20′ 35″ E / 42.564763°N,1.342989°E | IPA-21018     | Església de Sant Serni de Norís (Alins) · Vegeu més fotos d'aquest monument · Carregueu una nova foto d'aquest monument                     |
| Ermita de Sant Serni o Sant Quirc                                    | BCIL 2001   | Preromànic, romànic VIII-XI                        | Alins Prop d'Alins sobre contrafort                             | 42° 32′ 42″ N, 1° 18′ 56″ E / 42.544983°N,1.315520°E | IPA-21019     | Ermita de Sant Serni (Alins) · Vegeu més fotos d'aquest monument · Carregueu una nova foto d'aquest monument                                |
| Església parroquial de Sant Vicenç                                   | BCIL 2001   | Romànic, obra popular XI-XII                       | Alins Pl. Major                                                 | 42° 32′ 56″ N, 1° 19′ 02″ E / 42.548829°N,1.317121°E | IPA-21020     | Església parroquial de Sant Vicenç (Alins) · Vegeu més fotos d'aquest monument · Carregueu una nova foto d'aquest monument                  |
| Església de Sant Feliu de la Força                                   | BCIL 2001   | Preromànic, romànic X-XI                           | Alins La Força d'Areu                                           | 42° 35′ 31″ N, 1° 19′ 25″ E / 42.591861°N,1.323527°E | IPA-21021     | Església de Sant Feliu de la Força (Alins) · Vegeu més fotos d'aquest monument · Carregueu una nova foto d'aquest monument                  |
| Església de Santa Maria de la Torre                                  | BCIL 2001   | Romànic XII                                        | Alins                                                           | 42° 34′ 05″ N, 1° 19′ 44″ E / 42.567991°N,1.329015°E | IPA-21022     | Església de Santa Maria de la Torre (Alins) · Vegeu més fotos d'aquest monument · Carregueu una nova foto d'aquest monument                 |
| Església de Sant Lliser de Virós, Sant Lleïr de Virós                | BCIL 2001   | Romànic XI                                         | Alins                                                           | 42° 31′ 40″ N, 1° 16′ 46″ E / 42.527822°N,1.279363°E | IPA-21023     | Església de Sant Lliser de Virós (Alins) · Vegeu més fotos d'aquest monument · Carregueu una nova foto d'aquest monument                    |
| Ermita de Santes Creus de Buiro, Santa Maria de Buiro                | BCIL 2001   | Romànic                                            | Alins Buiro                                                     | 42° 31′ 53″ N, 1° 18′ 10″ E / 42.531351°N,1.302870°E | IPA-21024     | Ermita de Santes Creus de Buiro (Alins) · Vegeu més fotos d'aquest monument · Carregueu una nova foto d'aquest monument                     |
| Serradora d'Àreu                                                     | BCIL 2001   | Obra popular XIX                                   | Alins La Força d'Àreu                                           | 42° 35′ 36″ N, 1° 19′ 35″ E / 42.593387°N,1.326283°E | IPA-21025     | Serradora d'Àreu (Alins) · Vegeu més fotos d'aquest monument · Carregueu una nova foto d'aquest monument                                    |
| Capella de la Mare de Déu de Montserrat                              |             | Preromànic IX, X                                   | Alins Costat carretera entrant al poble                         | 42° 32′ 53″ N, 1° 19′ 00″ E / 42.548047°N,1.316793°E | IPA-25290     | Carregueu una nova foto d'aquest monument                                                                                                   |
| Casa Jepet                                                           |             | Obra popular XVII, XVIII                           | Alins C. Església, Ainet de Besan                               | 42° 32′ 18″ N, 1° 17′ 50″ E / 42.538287°N,1.297214°E | IPA-25291     | Carregueu una nova foto d'aquest monument                                                                                                   |
| Casa Cintet d'Alins                                                  |             | Obra popular XVIII                                 | Alins C. Unió                                                   | 42° 32′ 54″ N, 1° 19′ 04″ E / 42.548317°N,1.317835°E | IPA-25292     | Carregueu una nova foto d'aquest monument                                                                                                   |
| Antiga creu de terme entre Ainet de Besan i Alins 1                  |             | Romànic XIII                                       | Alins Al costat de l'església d'Alins                           | 42° 32′ 55″ N, 1° 19′ 02″ E / 42.548592°N,1.317201°E | IPA-25293     | Antiga creu de terme entre Ainet de Besan i Alins 1 (Alins) · Vegeu més fotos d'aquest monument · Carregueu una nova foto d'aquest monument |
| Antiga creu de terme entre Ainet de Besan i Alins 2                  |             | Romànic XII, XIII                                  | Alins Al cementiri d'Àreu                                       | 42° 35′ 17″ N, 1° 19′ 35″ E / 42.587968°N,1.326273°E | IPA-25294     | Antiga creu de terme entre Ainet de Besan i Alins 2 (Alins) · Vegeu més fotos d'aquest monument · Carregueu una nova foto d'aquest monument |
| Església parroquial de Sant Julià                                    |             | Obra popular, barroc XVIII                         | Alins Ainet de Besan                                            | 42° 32′ 19″ N, 1° 17′ 48″ E / 42.538491°N,1.296728°E | IPA-25296     | Carregueu una nova foto d'aquest monument                                                                                                   |
| Casa-rectoria                                                        |             | Obra popular XVII, XVIII                           | Alins C. Major - Ainet de Besan                                 | 42° 32′ 18″ N, 1° 17′ 48″ E / 42.538391°N,1.296633°E | IPA-25297     | Carregueu una nova foto d'aquest monument                                                                                                   |
| Casa Miquel                                                          |             | Obra popular XVIII                                 | Alins Ainet de Besan                                            | 42° 32′ 16″ N, 1° 17′ 42″ E / 42.537832°N,1.295095°E | IPA-25298     | Carregueu una nova foto d'aquest monument                                                                                                   |
| Casa del Ferrer                                                      |             | Obra popular XVIII                                 | Alins C. Major, Ainet de Besan                                  | 42° 32′ 18″ N, 1° 17′ 52″ E / 42.538415°N,1.297649°E | IPA-25299     | Carregueu una nova foto d'aquest monument                                                                                                   |
| Casa Manau                                                           |             | Obra popular XVII, XVIII                           | Alins Plaça, Ainet de Besan                                     | 42° 32′ 18″ N, 1° 17′ 48″ E / 42.538235°N,1.296585°E | IPA-25300     | Carregueu una nova foto d'aquest monument                                                                                                   |
| Església parroquial de Sant Climent d'Àreu                           |             | Obra popular XVII                                  | Alins Pl. de l'Església, Àreu                                   | 42° 35′ 16″ N, 1° 19′ 34″ E / 42.587837°N,1.326084°E | IPA-25303     | Església parroquial de Sant Climent d'Àreu (Alins) · Vegeu més fotos d'aquest monument · Carregueu una nova foto d'aquest monument          |
| Casa a la Força d'Àreu                                               |             | Obra popular XIX                                   | Alins Plaça entrada del nucli de la Força d'Àreu                | 42° 35′ 31″ N, 1° 19′ 28″ E / 42.591900°N,1.324312°E | IPA-25307     | Casa a la Força d'Àreu (Alins) · Vegeu més fotos d'aquest monument · Carregueu una nova foto d'aquest monument                              |
| Casa Permayol o Pere Mallol                                          |             | Obra popular XVII                                  | Alins C. Major, Noris                                           | 42° 33′ 53″ N, 1° 20′ 38″ E / 42.564772°N,1.343927°E | IPA-25309     | Carregueu una nova foto d'aquest monument                                                                                                   |
| Casa Cerdà                                                           |             | Obra popular XVII                                  | Alins Costat riu vall Peguera, Tor                              | 42° 34′ 16″ N, 1° 23′ 56″ E / 42.571054°N,1.398814°E | IPA-25311     | Carregueu una nova foto d'aquest monument                                                                                                   |
| Aqüeducte d'Alins                                                    |             | Obra popular                                       | Alins Sobre el riu Buscallado                                   |                                                      | IPA-36967     | Carregueu una nova foto d'aquest monument                                                                                                   |
| Pont d'Alins                                                         |             | Obra popular XIX                                   | Alins Sobre el riu Buscallado                                   | 42° 32′ 16″ N, 1° 18′ 29″ E / 42.537916°N,1.308050°E | IPA-36968     | Carregueu una nova foto d'aquest monument                                                                                                   |
| Colomar d'Alins                                                      |             | Obra popular Medieval, XVIII                       | Alins C. dels Caballers                                         | 42° 32′ 59″ N, 1° 19′ 10″ E / 42.549771°N,1.319437°E | IPA-42453     | Colomar d'Alins (Alins) · Vegeu més fotos d'aquest monument · Carregueu una nova foto d'aquest monument                                     |